# Krásnotělka modrooká
Krásnotělka modrooká, další české názvy: Živorodka modrooká, Živorodka zelenooká, (latinsky: Priapella intermedia, slovensky: Živorodka modrooká, anglicky: Priapella intermedia). Rybu popsali popsal v roce 1952 ichtyologové Santaella Alvarez a José Maria Carranza.

## Popis
Zbarvení ryb obou pohlaví je podobné, lehce okrové až žluté barvy. Charakteristickým znakem je výrazně zářící modré oko. Existují lokální druhy s tmavými skvrnami na bocích těla. Samci jsou výrazně pestřejší, samice více stříbrná. Samci dorůstají velikosti do 5 cm a samice 8 cm. Pohlaví ryb je snadno rozeznatelné: samci mají pohlavní orgán gonopodium, samice klasickou řitní ploutev.

## Biotop
Jde o rybu, která žije v Mexiku, především v potocích a řekách, kde je dno z bláta, písku, hornin, se spadaným listím a větvemi, v horní oblasti systému Río Coatzacoalcos v jihovýchodním Mexiku. Zdržuje se poblíž hladiny, kde loví hmyz skokem z vody, který letí blízko k povrchu.
Ohrožením výskytu v přírodě je odlesňování a těžba dřeva v povodích, kde žije. V přírodě nemigruje.

## Chov v akváriu
- Chov ryby: Ryby je nutné chovat v hejnu s převahou samic. Jedná se o klidnou a snášenlivou rybu, vhodnou do společenských nádrží s podobně velkými rybami. Ryba potřebuje proudící vodu, dostatek místa a skrýší v porostech rostlin. Jedná se druh, který je v akváriích spíše raritou.[4]
- Teplota vody: 24–28°C[4] (Je citlivá na výkyvy teploty vody.)[8]
- Kyselost vody: 6,5–8,5pH[4]
- Tvrdost vody: 10–30°dGH[4]
- Krmení: Jedná se o všežravou rybu, preferuje živou potravu (plankton, korýši, krevety). je vhodné krmit hmyzem, např. muškami rodu Drosophila. Přijímá také vločkové, nebo mražené krmivo. Pro dobré vybarvení a růst by strava měla být pestrá.[4][9]
- Rozmnožování: Březost trvá 28–30 dní. Samice rodí 5–20 mláďat velikosti 7 mm, které ihned loví potravu. Samici je vhodné po porodu odlovit. Samci dospívají v 5 měsících, samice v 7 měsících.[4][5]

## Galerie

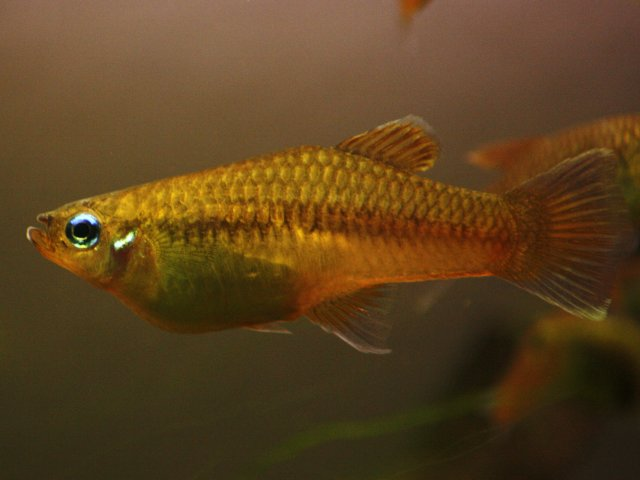
Priapella intermedia, samice